# Piovà Massaia
Piovà Massaia, (Piuvà en piemontès) és un municipi situat al territori de la província d'Asti, a la regió del Piemont (Itàlia).
Limita amb els municipis de Capriglio, Cerreto d'Asti, Cocconato, Cunico, Montafia, Montiglio Monferrato, Passerano Marmorito i Piea.
Pertanyen al municipi les frazioni de Braja, Cascine Freis, Cascine San Pietro, Cascine Zingari, Castelvero i Gallareto.

## Galeria fotogràfica

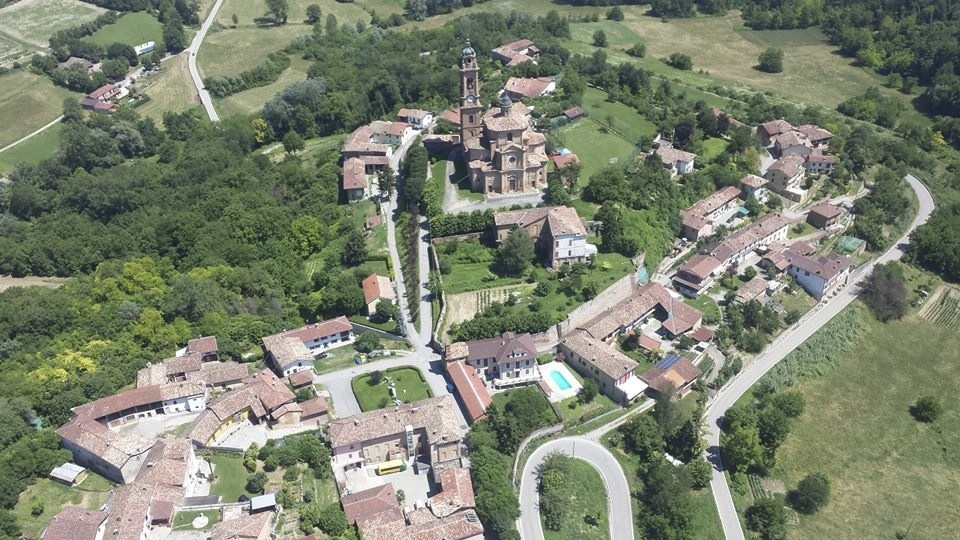
Vista del poble
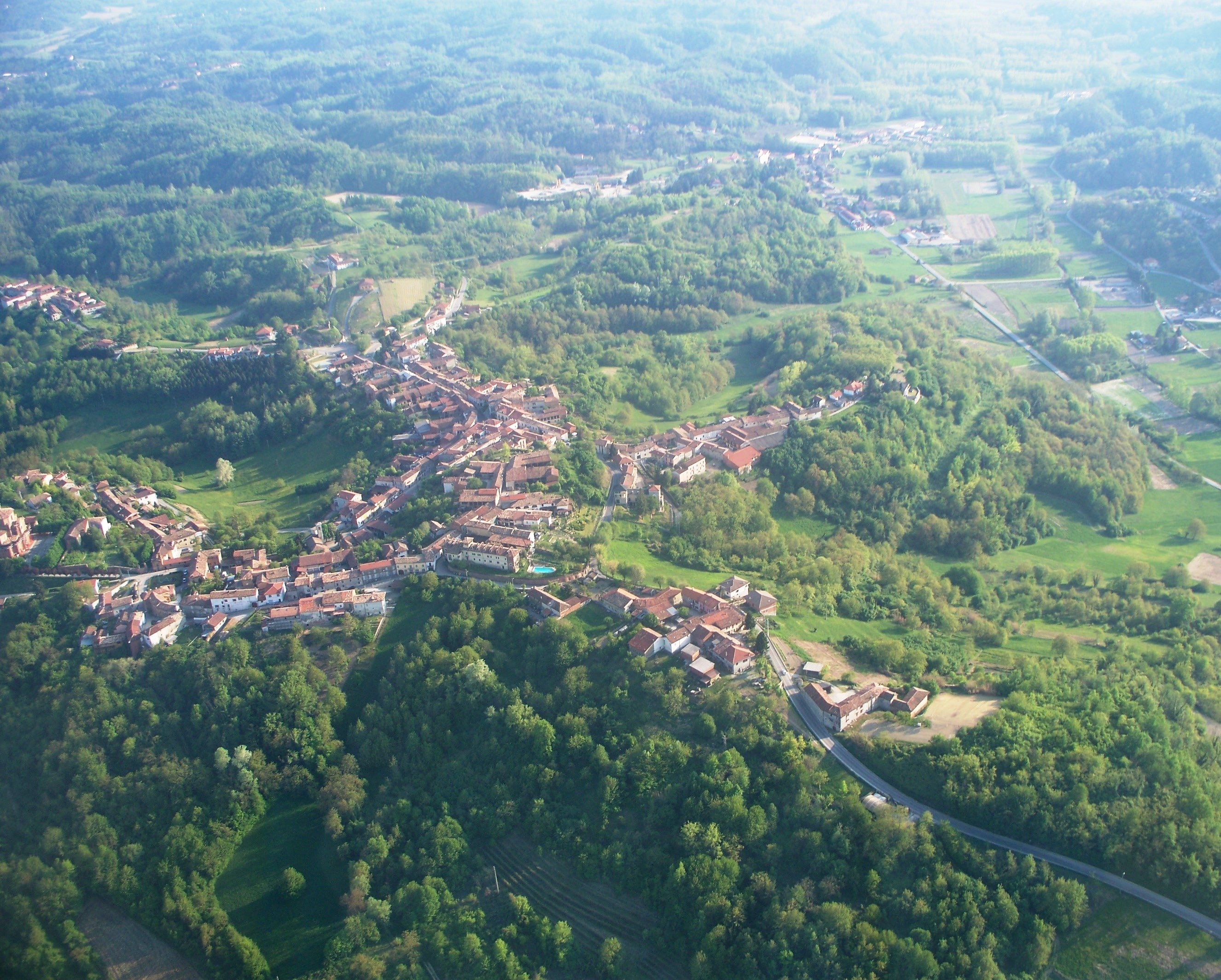
Vista del poble
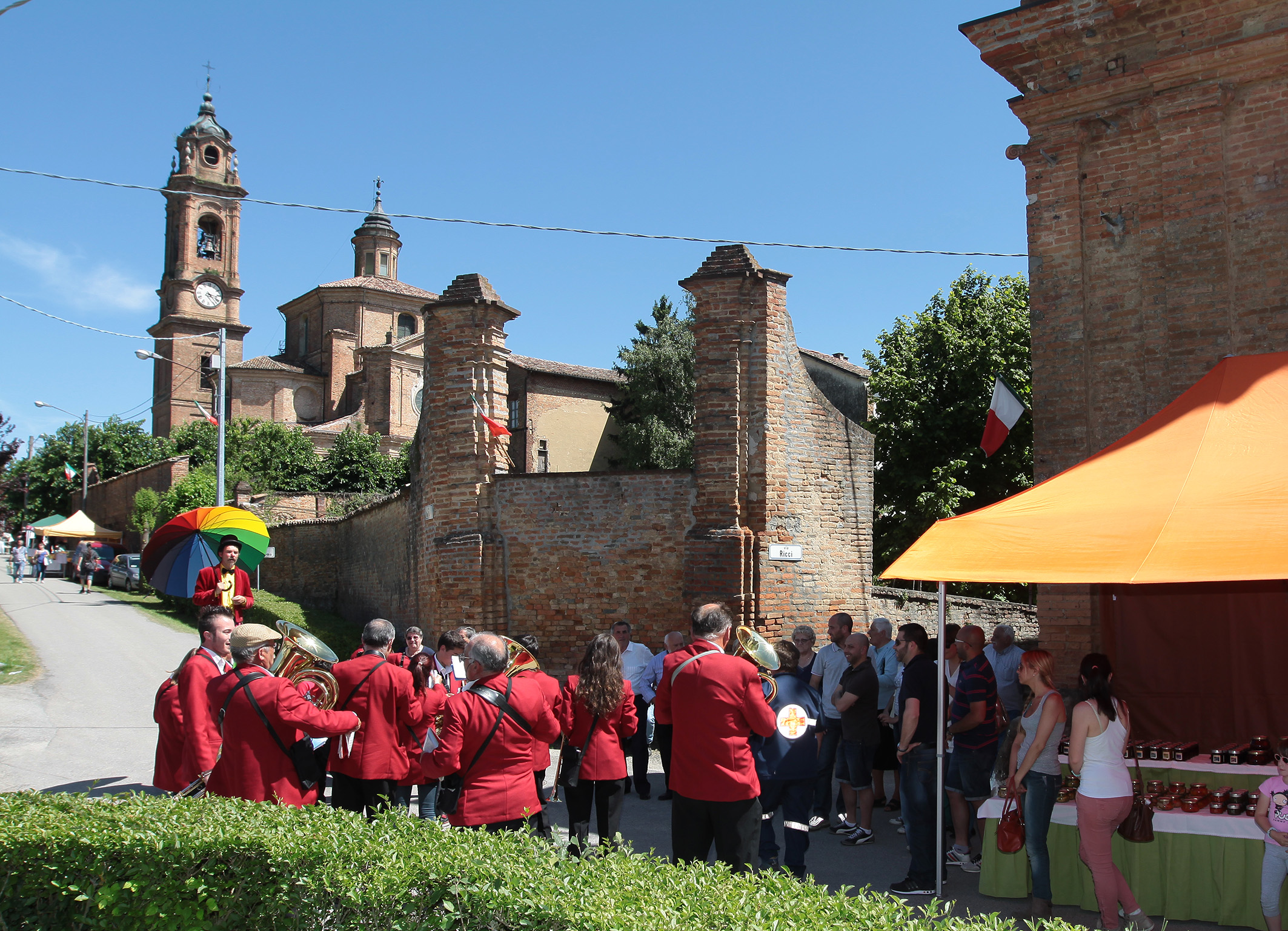
Banda Aurora
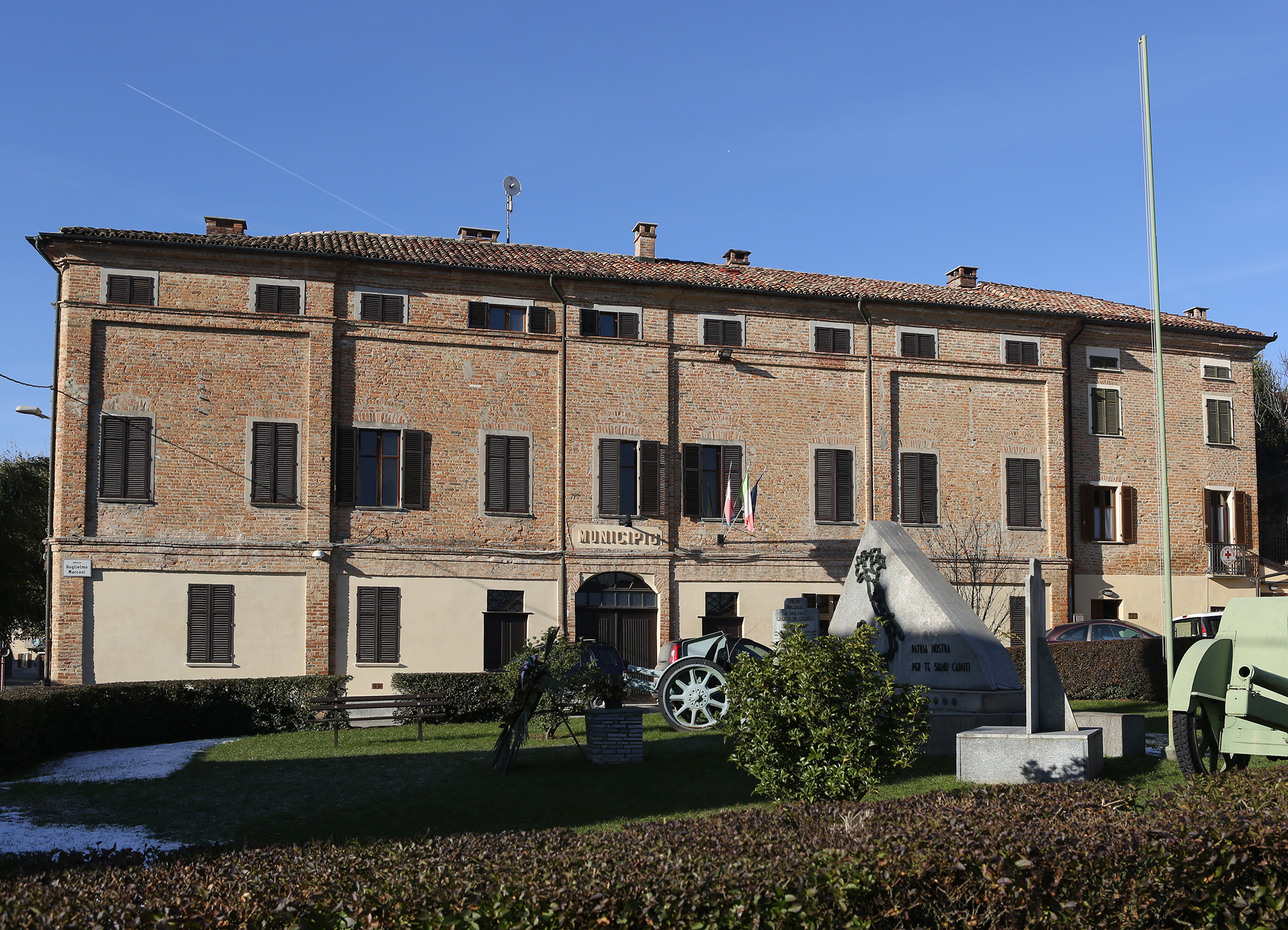
Ajuntament
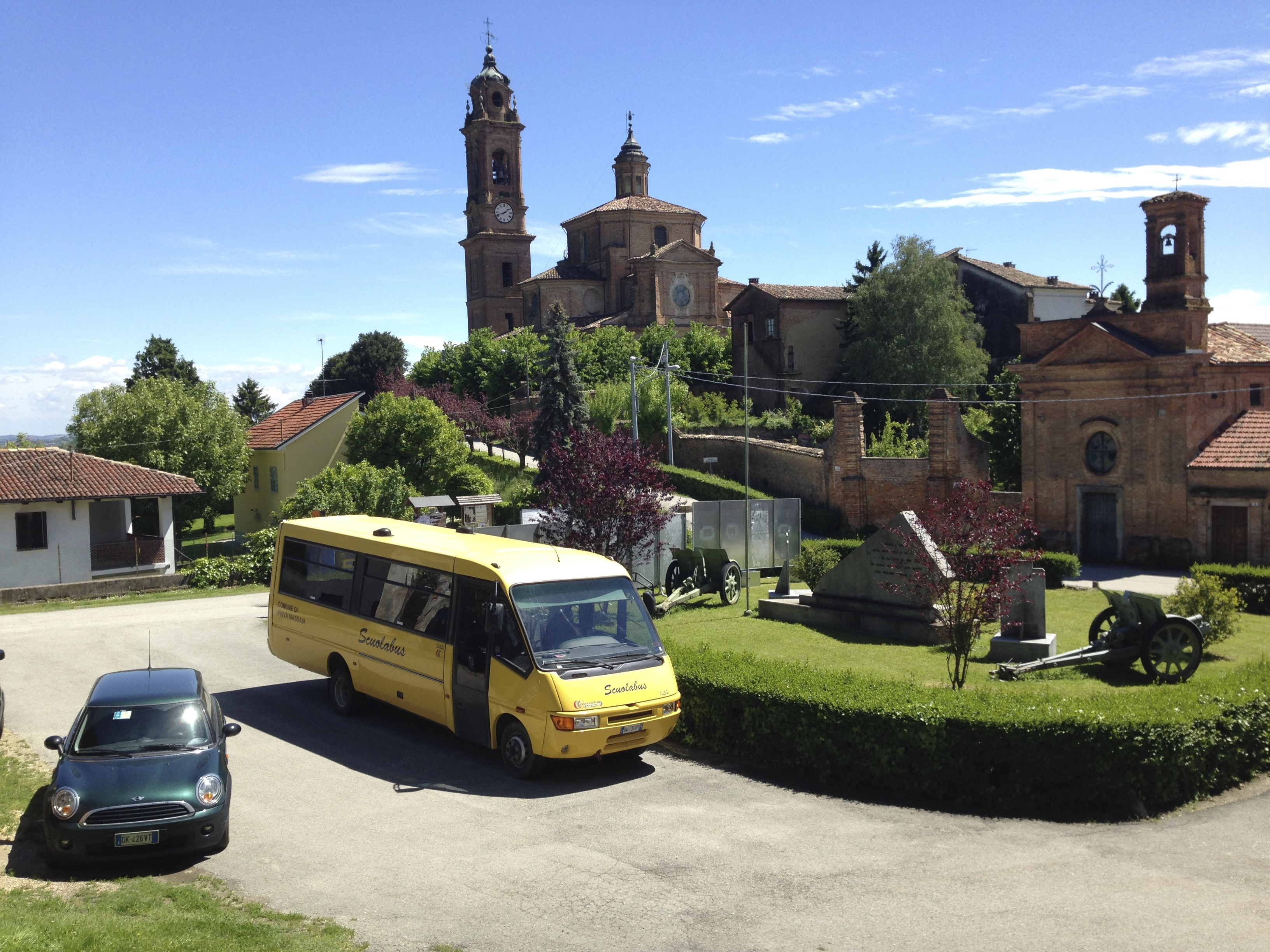
Vista del poble
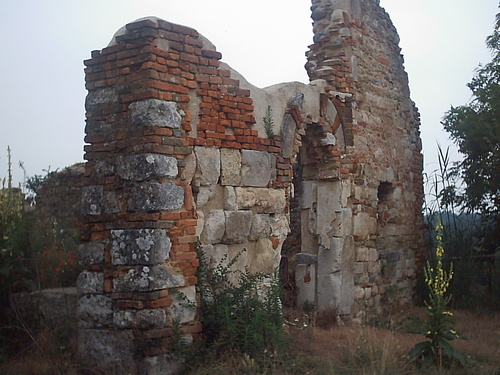
Runes de l'església de S. Martí
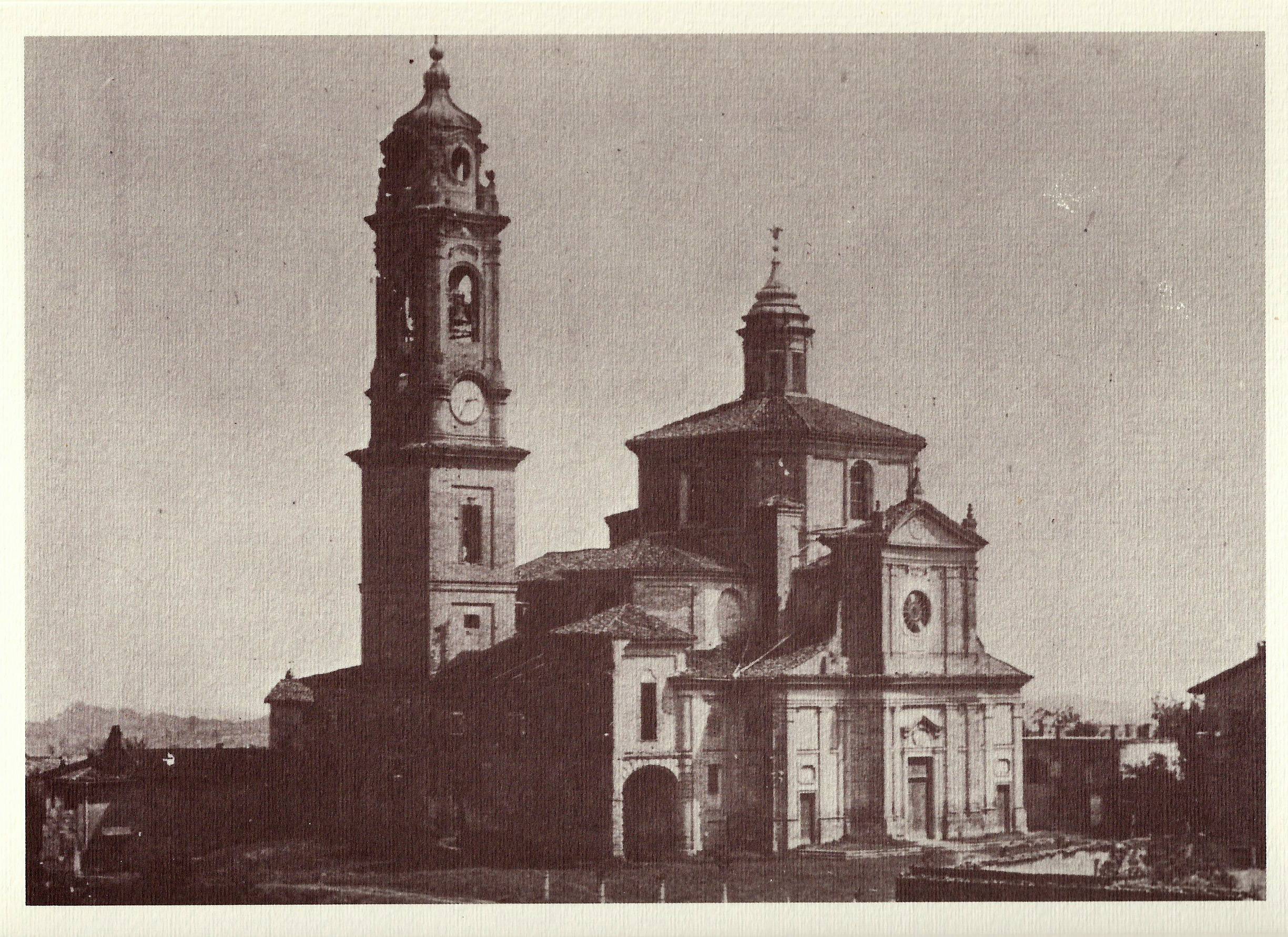
Vista antiga
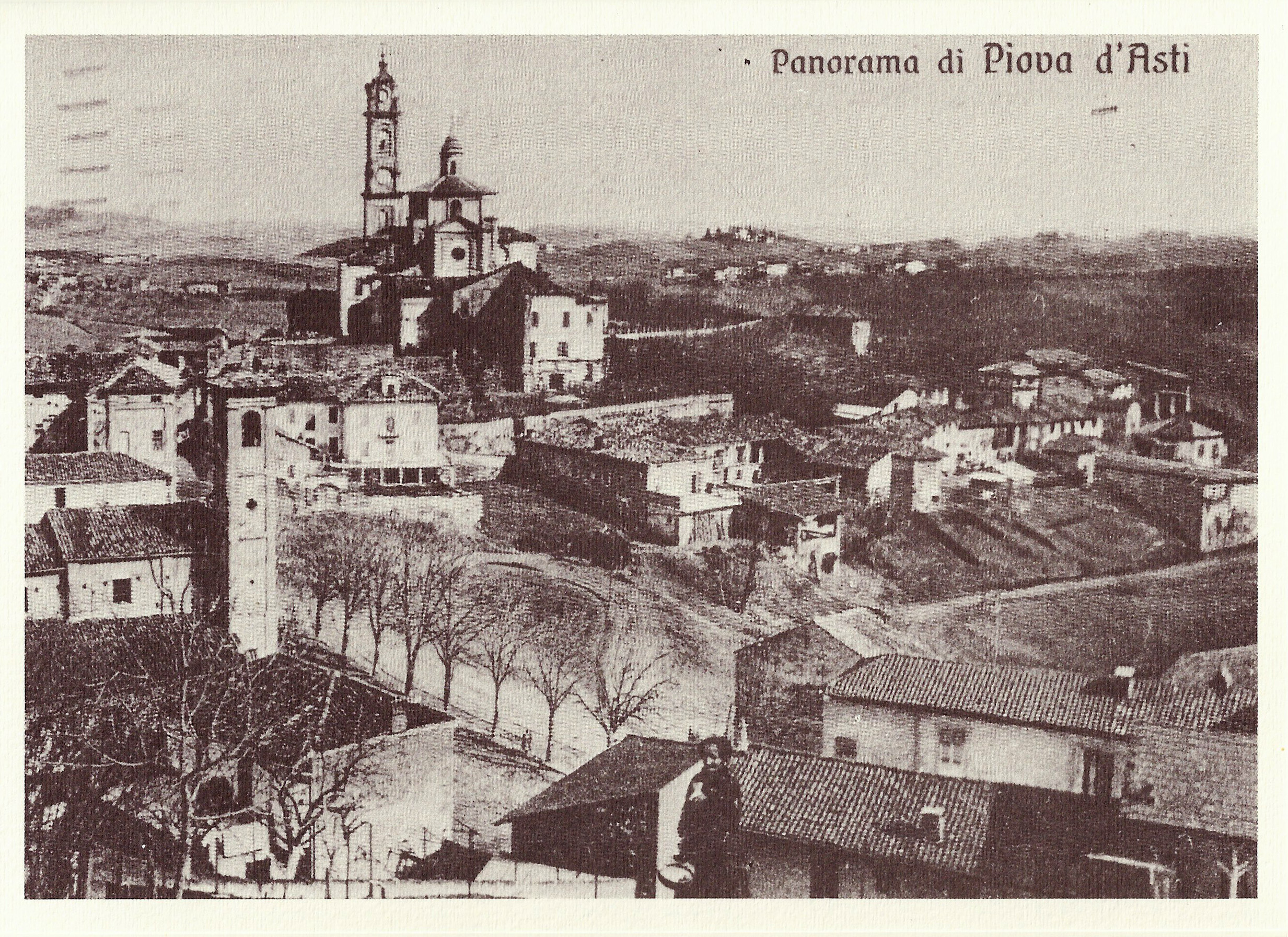
Vista antiga